# Verbo supporto
Si dice verbo supporto ogni verbo che, oltre al proprio significato lessicale di verbo predicativo, può esprimere una funzione grammaticale, cioè quella di supportare un nome d'azione, che da solo non potrebbe esprimere categorie grammaticali come numero, persona e tempo.
I verbi supporto formano sintagmi verbali particolari, detti costrutti a verbo supporto (CVS). In base al grado di lessicalizzazione, tali costrutti vengono classificati come collocazioni o come polirematiche.
Un costrutto a verbo supporto, secondo la teoria avanzata di Maurice Gross, è un nesso tra un verbo e un sostantivo in cui la funzione di predicato è assunta dal sostantivo, mentre il verbo si svuota del suo significato originario e prende la funzione di supporto. Ad esempio, nell'espressione "fare una visita", al posto di un verbo predicativo visitare abbiamo un  nesso tra un verbo supporto fare e un verbo sostantivato visita, che assume il ruolo di predicato. Il sostantivo può essere un verbo sostantivato (ad esempio "prendere una decisione") oppure un aggettivo sostantivato (ad esempio "essere in imbarazzo").
Secondo Zellig Harris (1976) nel costrutto a verbo supporto il valore operativo del verbo si sposta sul nome, che viene perciò denominato "nome operativo". La scelta del verbo dipende perciò dal nome con funzione predicativa. Il centro dell'informazione è il nome ed è questo che seleziona i propri argomenti. Il nome operativo può inoltre essere sostituito da un aggettivo, per esempio "essere imbarazzato - essere in imbarazzo". Spesso troviamo anche una preposizione che dipende o dal verbo supporto o dal nome, per esempio venire a conoscenza di, dove la preposizione "a" dipende dal verbo venire, mentre la preposizione di dipende dal nome conoscenza.

## Storia degli studi sul verbo supporto
La nozione di verbo supporto è piuttosto recente. Peter von Polenz (1963) e Zellig Harris (1976) elaborarono questo concetto quasi contemporaneamente negli anni sessanta. Von Polenz introdusse il concetto di Funktionsverb, che venne elaborato successivamente nella nozione di Funktionsverbgefüge, ancora oggi usata nella linguistica tedesca. Per le lingue romanze i primi studi sui verbi supporto sono stati effettuati in francese negli anni settanta a Parigi, da Maurice Gross (1975), J. Giry-Schneider (1978) e Gaston Gross (1986). Questi studi distinguevano tra construction à verbe support e locution verbale. Per la lingua italiana sono di particolare importanza gli studi del gruppo dell'Università di Salerno: Emilio D'Agostino, Annibale Elia (D'Agostino, Elia 1988) e Anna Cicalese (Cicalese 1999).
Nella terminologia inglese i verbi supporto sono chiamati support verbs or light verbs, mentre i costrutti a verbo supporto sono chiamati support verb constructions (L. Danlos 1992, B. Krenn 2000, citate in Nesselhauf, 2005) o  stretched verb constructions (D.J. Allerton 2002). Nella linguistica inglese lo studio dei verbi supporto ha inizio negli anni sessanta con il contributo di Olsson, Rensky, Hoffmann e Nickel (citati in v. Polenz, 1987).

## Verbi supporto neutri ed estesi
Cicalese (1999) distingue tra i verbi supporto di base o "neutri" cioè per l'italiano fare, dare, avere, essere o prendere e i verbi supporto "estesi", quando il verbo aggiunge un valore semantico al costrutto. Questo valore può essere:
- aspettuale: per esempio avere l'influenza vs. covare l'influenza, dove la prima espressione indica la malattia in corso, mentre la seconda indica la presenza di sintomi che potrebbero avere come conseguenza la malattia; i due verbi avere e covare si distinguono nella loro Aktionsart: avere è durativo, mentre covare è ingressivo;

- pragmatico: per esempio prendere un'infezione vs. contrarre un'infezione, dove contrarre appartiene ad un registro più formale rispetto a prendere;

- di determinazione e/o quantificazione: per esempio dare baci vs. mangiare di baci, dove il secondo costrutto a verbo supporto enfatizza l'aspetto quantitativo.

I verbi supporto estesi possono generalmente essere sostituiti da un verbo supporto di base, per esempio presentare le scuse - fare le scuse. La scelta di usare un verbo supporto esteso nasce dalla necessità di specificare il contenuto del costrutto, arricchendolo da un punto di vista semantico. Nella linguistica francese i verbi supporto estesi prendono il nome di extensions lexicales spécifiques (Giry-Schneider, 1987).
Nella tradizione tedesca Peter von Polenz distingue tra Nominalisierungsverbgefüge e Funktionsverbgefüge. I primi impiegano un verbo di base che non arricchisce il costrutto dal punto di vista semantico (inhaltsleeres Verb) bensì da quello pragmatico, in quanto si sceglie di usare un costrutto al posto di un verbo predicativo. L'esempio seguente di von Polenz chiarisce questa distinzione. In "Der Maler des Bildes kommt zur Versteigerung" (Il pittore del quadro viene all'asta), il verbo kommen è usato come verbo predicativo e zur Versteigerung costituisce il complemento di moto a luogo. Al contrario in "Das Bild kommt zur Versteigerung" (Il quadro viene messo all'asta), kommen è un verbo supporto che indica un'azione incoativa e Versteigerung è il nome predicativo. Da quest'esempio si può desumere che nel costrutto a verbo supporto il verbo perde il suo significato originario, ma acquista in combinazione col nome un significato nuovo, che specifica il processo dell'azione. Nella linguistica tedesca si distingue dunque l'impiego di un verbo supporto neutro e un verbo supporto esteso con la distinzione tra Nominalisierungsverbgefüge e Funktionsverbgefüge.

### Verbi supporto estesi, aspetto e Aktionsart
I verbi supporto estesi possono esprimere l'aspetto pre-ingressivo, quello ingressivo, quello durativo, quello iterativo oppure l'aspetto telico (Jezek, 2004).
Il seguente esempio dimostra come l'Aktionsart cambia a seconda del verbo che impiego:
- in Bewegung kommen (entrare in movimento)
- in Bewegung bringen (portare in movimento)
- in Bewegung sein (essere in movimento)

Infatti cambiando il verbo, cambia anche la semantica del costrutto e la sua Aktionsart, in quanto kommen è incoativo, bringen è causativo e sein è durativo.

## Esistenza o meno di un verbo supporto: casi possibili
Non sempre però esistono dei verbi supporto estesi per ogni verbo predicativo. In italiano si distinguono tre situazioni diverse (Jezek, 2004):
- assenza di una corrispondenza con un verbo predicativo: fare un gol, *gollare
- assenza di un verbo supporto esteso: fare una telefonata
- assenza di un verbo supporto neutro: lanciare una sfida, *fare una sfida

## I costrutti a verbo supporto nelle classificazioni di combinazioni di parole

### Classificazione delle collocazioni di Cowie
I CVS sono dei costrutti ristretti nella scelta dei loro costituenti ed è questa una caratteristica che condividono con le collocazioni. Una collocazione è una combinazione arbitraria di lessemi nominata anche prefab (termine della linguistica inglese). Cowie (1981; Cowie et al. 1993) distingue tre tipi di collocazioni:
1. combinazioni ristrette (per esempio preform a task, eseguire un compito;
2. idiomi figurativi (per esempio do a U-turn significa cambiare completamente atteggiamento);
3. idiomi (per esempio blow the gaff, fare una soffiata).

I CVS possono essere collocati nella categoria delle combinazioni ristrette.

### Classificazione dellelight verb constructionsinglesi
Nesselhauf (2005) ci indica una classificazione del grado di ristrettezza per le light verb constructions inglesi. Le costruzioni più ristrette sono quelle che includono le combinazioni tra un nome eventivo nomina actionis, vale a dire un nome che esprime un'azione nel suo sviluppo, preceduto dall'articolo indeterminativo e i verbi make, take, give and have. I nomi predicativi nelle costruzioni sopracitate hanno in inglese spesso la stessa forma del verbo predicativo. La costruzione è un sinonimo vero e proprio del verbo semplice, come è dimostrato nell'esempio to make a call - to call.
Le combinazioni meno restrittive sono più flessibili nella scelta:
- del verbo, per esempio run a risk, take a risk, dove il nome predicativo può selezionare diversi verbi. Il primo verbo supporto (run) fa parte dei verbi supporto esteso mentre il secondo è un verbo supporto di base (take);

- della presenza o meno dell'articolo indeterminativo o determinativo, per esempio, rispettivamente to take action, to take a risk, to give the chance;

- di costrutti con preposizioni, per esempio to take sth. into consideration;

- di combinazioni dove il nome è legato morfo-fonologicamente al verbo (make a decision - decide).

Definizioni larghe di CVS includono infine combinazioni che hanno un verbo equivalente nella costruzione passiva, riflessiva o causativa (take offence - be offended, give sb. a good feeling - make sb. feel good)  e combinazioni di un verbo supporto e un nome che non hanno un verbo predicativo corrispondente (make an effort, to effort).

## Costruzioni a verbo supporto nella memoria
Pawley e Syder (1983) sostengono che la maggior parte della lingua parlata è organizzata in stringhe di parole, anziché in singole parole, poiché per il cervello umano è più facile memorizzare gruppi di unità piuttosto che elaborare separatamente ogni unità. Di conseguenza, l'apprendimento di queste co-occorrenze di parole è molto importante per l'acquisizione di una lingua.

## Metodi per delimitare i CVS da altri costrutti
Il CVS è solitamente caratterizzato dalle seguenti restrizioni sintattiche e morfologiche (Cantarini 1999, p. 63 ff.):
- a) non è sempre possibile pronominalizzare il predicato nominale:

(1) "Vittorio rivolge un saluto a Flavia."
(2) "Vittorio lo rivolge a Flavia."
(3) "Vittorio glielo rivolge."
- b) i determinanti del nome predicativo sono soggetti a restrizioni maggiori rispetto a quelli del nome argomentale:

(4) "Vittorio dà uno/ ?lo/ *il suo schiaffo a Flavia." 
- c) i predicati nominali sono modificabili da aggettivi, mentre i predicati verbali lo sono da avverbi:

(5) "Il conducente fece una brusca frenata."
(6) "Il conducente frenò bruscamente."
- d) L'interrogazione del nome predicativo è nella maggior parte non accettabile:

(7) "Mi metti in imbarazzo!"
(8) "*In cosa ti metto?"
- e) i verbi supporto possono essere omessi senza la perdita di senso:

Il concetto di nominalizzazione teorizzato da Z. Harris nel 1976 viene ripreso da Maurice Gross (1981) che lo elabora arrivando a definire la regola di réduction du verbe support. Le nominalizzazioni secondo Z. Harris sono frasi ridotte, in quanto strutture derivate per trasformazione da frasi con predicato verbale corrispondente, dove il nome adempie alla funzione predicativa dell'intero costrutto. Z. Harris concepisce la nominalizzazione non come una trasformazione di una frase in un sintagma nominale ma come una trasformazione di una frase in un'altra, dove il verbo predicativo viene trasformato in un nome che a sua volta sceglie un verbo supporto, per esempio he loves it -> he has love for it. L'equivalenza parafrastica porta ad una trasformazione "bi-orientata": he loves it <--> he has love for it. La forma verbale è successivamente cancellata: his love for it. 
M. Gross formula un passaggio intermedio: una frase relativa che non prevede l'omissione del verbo ma, isolandolo, evidenzia la sua funzione di supporto. A questo punto il verbo supporto può essere cancellato senza la perdita del significato complessivo. Il contenuto del verbo predicativo è mantenuto nel nome predicativo. 
(9) "Lui ha commesso un'aggressione contro il giardiniere."
(10) "L'aggressione che lui ha commesso contro il giardiniere."
(11) "La sua aggressione contro il giardiniere."
La regola di réduction du verbe support è applicabile solo se si tratta di un verbo supporto neutro. Un CVS con un verbo supporto esteso perderebbe parte del senso con l'omissione del verbo (Jezek, 2004, p. 189):
(12) "Luca ha una grande speranza/La grande speranza di Luca"
(13) "Luca cova una grande speranza/La grande speranza di Luca"
- f) la coordinazione di due sintagmi nominali, dipendenti dallo stesso verbo, non è possibile quando uno di essi ha la funzione di nome predicativo:

(14) "*La madre ha rotto il bicchiere e il silenzio."
Si può spiegare questo fenomeno in base all'estraniamento del significato originario del verbo predicativo. "Rompere" può avere due significati: quello letterale, ovvero l'azione in funzione predicativa, e quella metaforica in funzione di supporto.